# Дгебуадзе, Юрий Юлианович
Ю́рий Юлиа́нович Дгебуа́дзе (род. 6 августа 1948) — российский учёный в области зоологии и экологии, доктор биологических наук (1998), академик РАН (2011), руководитель Секции общей биологии ОБН РАН.

## Биография
В 1971 году окончил биолого-почвенный факультет МГУ по кафедре ихтиологии. В 1975 году окончил аспирантуру Института эволюционной морфологии и экологии животных АН СССР, в тот же год защитил кандидатскую диссертацию «Периодика роста леща в водоемах разных широт и закладка годовых колец на чешуе и других регистрирующих структурах» и был зачислен в штат ИЭМЭЖ АН СССР. В 1998 году защитил докторскую диссертацию «Экологические закономерности изменчивости роста рыб».
Заместитель директора Института экологии и эволюции им. А. Н. Северцова РАН, где заведует лабораторией экологии водных сообществ и инвазий. Автор работ в области изучения и сохранения водно-болотных экосистем и их компонентов, является редактором научных изданий «Флора и фауна заповедников», «Биологические ресурсы и природные условия Монголии», «Чужеродные виды России».
Главный редактор «Зоологического журнала», начиная со второй половины 2012 года, «Поволжского экологического журнала»; заместитель главного редактора «Российского журнала биологических инвазий»; член редколлегии научных журналов «Вопросы ихтиологии», «Биология внутренних вод», «Биосфера» и «Polish Journal of Ecology».